# Gonzalo de Valladares y Sarmiento
Gonzalo de Valladares y Sarmiento (Cambados, 1583 - La Paz, 1656) fue un noble español, primer vizconde de Fefiñanes. Ocupó el cargo de Corregidor del Corregimiento de La Paz entre 1652 y 1656.

## Biografía
Gonzalo de Valladares y Sarmiento Andrade nació en Cambados el 15 de abril de 1583. Fue hijo de Gregorio de Valladares y Sarmiento, Señor de Fefiñanes, y de Catalina de Andrade y Fajardo, proveniente de la Casa de Viduedo en Orense.
Su padre murió en 1588 y Gonzalo, de 5 años, se convirtió en Señor de Fefiñanes. Recibiendo una esmerada educación emprendió la carrera militar y llegó a Maestre de campo, fue nombrado Caballero de Alcántara y en 1605 llegó a ser consejero del rey Felipe IV de España.
Durante la primera mitad del siglo XVII, Valladares mandó a construir una magnífica residencia, el Palacio de Fefiñanes, que continúa en pie en la actualidad.
En 1647 el rey le concedió el título de vizconde de Fefiñanes como recompensa por la larga trayectoria de servicios prestados a la corona. El 20 de mayo de 1650 recibió el cargo de Corregidor del Corregimiento de La Paz pero no ocupó el cargo hasta 1652.
Valladares llegó a La Paz el 17 de julio de 1652 y tomó posesión de su cargo. Según sus contemporáneos, el nuevo corregidor era de carácter altanero e irascible. 
En 1654 Valladares hizo preparativos y arregló varios festejos para la llegada del obispo Bernardino de Cárdenas, a quien recibió en el puente de Coscochaca (actual calle Manco Cápac e Illampu).
En 1655, durante un acto religioso en la Iglesia de la Merced, se produjo un altercado entre el corregidor y el Cabildo Eclesiástico. Las autoridades eclesiásticas presentaron sus quejas a la Real Audiencia de Charcas y el 25 de mayo de 1655 Valladares fue multado con la suma de 500 pesos.
Durante su gestión, Valladares admitió en la ciudad a varios mestizos provenientes de la zona minera de Puno. Esto sirvió a la ciudad, pues muchos de ellos eran hábiles artesanos que pronto mejoraron la economía local. Entre éstos se encontraba el futuro rebelde Antonio Gallardo (Philinko).
Valladares ya era un hombre bastante mayor cuando llegó a ocupar el cargo de corregidor, no fue sorpresa que falleciera durante su mandato en 1656. Su cuerpo fue sepultado en la Iglesia de la Merced.

## Descendencia
Gonzalo de Valladares tuvo por esposa a María Ozores de Silva y Sotomayor, hija de García Ozores y Sotomayor conde de Amarante. La pareja llegó a tener un hijo:
- Fernando, nacido el 7 de febrero de 1616 en Cambados. Permaneció en España donde hizo una impresionante carrera militar, en 1631 combatió en Flandes, a los 24 años ya era capitán y en 1643 fue elevado a Maestre de campo encomendándole un regimiento de los Tercios. Combatió contra los franceses en Cataluña y contra los portugueses en Galicia. Heredó el título de su padre en 1656. Fue nombrado gobernador de Ostende en 1671 y murió allí en 1675. Estuvo casado con Ana de Novoa y Córdoba, hija de los condes de Maceda. La pareja tuvo un hijo de nombre Antonio quien sucedió el vizcondado.